# Shinkyokushin
Shinkyokushin (新極真会) er en stilart inden for karate med rødder i Kyokushin. Den er kendt for sin fuld-kontakt kumite-kampstil, intense træningsmetoder og fokus på disciplin, respekt og personlig udvikling. Stilarten anses for at være en af de mest krævende former for karate, både fysisk og mentalt.
Shinkyokushinkai blev grundlagt i 2003 af Kenji Midori(緑健児), en tidligere verdensmester i Kyokushin-karate. Stilarten opstod som en videreudvikling af Kyokushin efter Masutatsu Oyamas død i 1994 og søger at bevare ånden i fuld-kontakt karate gennem en global organisation, der lægger vægt på respekt, etik og sportslig konkurrence. I dag er Shinkyokushin repræsenteret i over 100 lande og afholder internationale turneringer såsom World Open Karate Championship.

## Shinkyokushins historie

### Oprindelsen af Shinkyokushin
Shinkyokushin er en moderne udvikling af Kyokushin karate og har sin oprindelse i det fuld-kontakt karate-system, som blev grundlagt af Masutatsu Oyama i 1950'erne. Oyama, en japansk karateka af koreansk oprindelse, skabte Kyokushin med en vision om at kombinere de mest effektive teknikker fra forskellige kampsport-systemer, herunder Shotokan karate, Goju-ryu karate, Muay Thai og Judo.
Gennem 1960'erne og 1970'erne voksede Kyokushin karate eksponentielt, især på grund af den brutale træning og dens fuld-kontakt kampsystem, der adskilte sig fra mange andre karate-stilarter. Organisationen blev kendt for sine hårde turneringer, hvor kæmpere konkurrerede uden beskyttelsesudstyr og med knockout som en central sejrsmulighed.  
Efter Masutatsu Oyamas død i 1994 opstod der splittelse i IKO. Dette skyldtes uenigheder om ledelsen og organisationens fremtid. Flere højtstående instruktører brød ud og dannede deres egne organisationer, hvilket førte til dannelsen af flere nye Kyokushin-afgreninger.  
I 2003 blev World Karate Organization Shinkyokushinkai (WKO) officielt etableret af Kenji Midori, en tidligere verdensmester i Kyokushin karate. Midori havde vundet det 5. Kyokushin World Open Tournament i 1991, hvor han imponerede verden med sin tekniske dygtighed og strategiske kampstil, trods sin relativt lille fysik i forhold til andre konkurrenter.  
Navnet Shinkyokushin betyder direkte oversat "Det nye Kyokushin", hvilket afspejler intentionen om at videreudvikle Kyokushin-arven med en ny tilgang til træning, kamp og filosofi.  

### Udviklingen af Shinkyokushin
Shinkyokushin adskiller sig fra traditionel Kyokushin karate ved at lægge større vægt på karate som en livsstil, med fokus på disciplin, respekt og personlig udvikling. Teknisk set bevarer Shinkyokushin Kyokushins hårde kampstil, men introducerer også mere strategisk bevægelse og dynamiske spark.
Shinkyokushin har arbejdet på at forfine sin tilgang til kamp ved at fremhæve en mere flydende og dynamisk bevægelse. Dette betyder, at kæmpere ofte fokuserer på præcision, timing og variation i deres angreb i stedet for blot at stole på rå kraft. Den traditionelle "stand and fight"-mentalitet fra Kyokushin er blevet suppleret med en mere taktisk tilgang, hvor fodarbejde, vinkler og modangreb spiller en større rolle.  
Under Kenji Midoris ledelse voksede Shinkyokushin hurtigt til at blive en af de mest anerkendte fuld-kontakt karateorganisationer i verden. WKO afholder verdensmesterskaber, kontinentale turneringer og nationale konkurrencer, hvor de bedste kæmpere samles for at konkurrere under Shinkyokushins regler.

## Gradueringsstruktur
Oprindeligt, i Okinawa, hvor Shinkyokushin har sine rødder, brugte man ikke forskellige farvede bælter. Der fandtes kun to: hvidt og sort. Et hvidt bælte signalerede uerfarenhed, mens et sort bælte betød, at man var en erfaren karateka.
Der var heller ikke et formelt gradueringssystem. Når en senpai vurderede, at en udøver var klar, blev det sorte bælte tildelt af ham.
Det moderne bæltesystem, inklusive brugen af farvede bælter, stammer fra Judo, ligesom karatedragten kendt som gi eller mere korrekt på japansk, dōgi eller keikogi. Rækkefølgen af bæltefarver variere mellem forskellige Kyokushin-organisationer. For eksempel anvender de fleste skoler orange bælter til 10. og 9. kyu, mens visse grupper i stedet bruger røde bælter.
Derudover findes der i Shinkyokushin også Mon-grader, som er børnegrader for udøvere under 13 år. De tildeles i de samme farver som kyu-graderne.
Mon-gradueringssytem
| Bælte                                   | Illustration | Mon-rang | Farve  |
| --------------------------------------- | ------------ | -------- | ------ |
| Hvidt bælte                             |              | 11. mon  | Hvid   |
| Hvidt bælte m. en vandret orange stribe |              | 10. mon  | Orange |
| Hvidt bælte m. en vandret blå stribe    |              | 8. mon   | Blå    |
| Hvidt bælte m. en vandret gul stribe    |              | 6. mon   | Gul    |
| Hvidt bælte m. en vandret grøn stribe   |              | 4. mon   | Grøn   |
| Hvidt bælte m. en vandret brun stribe   |              | 2. mon   | Brun   |

Kyu-gradueringssystem
| Bælte                        | Illustration | Kyu-rang        | Farve      |
| ---------------------------- | ------------ | --------------- | ---------- |
| Hvidt bælte                  |              | 11. kyu         | Hvid       |
| Orange bælte                 |              | 10. kyu         | Orange     |
| Orange bælte m. blå snip     |              | 9. kyu          | Orange/Blå |
| Blåt bælte                   |              | 8. kyu          | Blå        |
| Blåt bælte m. gule snipper   |              | 7. kyu          | Blå/Gul    |
| Gult bælte                   |              | 6. kyu          | Gul        |
| Gult bælte m. grønne snipper |              | 5. kyu          | Gul/Grøn   |
| Grønt bælte                  |              | 4. kyu          | Grøn       |
| Grønt bælte m. brune snipper |              | 3. kyu          | Grøn/Brun  |
| Brunt bælte                  |              | 2. kyu          | Brun       |
| Brunt bælte m. sorte snipper |              | 1. kyu          | Brun/Sort  |
| Sort bælte                   |              | 0. kyu / 1. Dan | Sort       |

Dan-gradueringssystem
| Dan                  | Illustration | Rang    | Guldsnipper |
| -------------------- | ------------ | ------- | ----------- |
| Senpai (初段 / 先輩) |              | 1. Dan  | Én          |
| Senpai (二段 / 先輩) |              | 2. Dan  | To          |
| Sensei (三段 / 先生) |              | 3. Dan  | Tre         |
| Sensei (四段 / 先生) |              | 4. Dan  | Fire        |
| Shihan (五段 / 師範) |              | 5. Dan  | Fem         |
| Shihan (六段 / 師範) |              | 6. Dan  | Seks        |
| Shihan (七段 / 師範) |              | 7. Dan  | Syv         |
| Shihan (七段 / 師範) |              | 8. Dan  | Otte        |
| Kudan (七段 / 九段)  |              | 9. Dan  | Ni          |
| Judan (七段 / 十段)  |              | 10. Dan | Ti          |

## Bestyrelsen
World Karate Organization (WKO) ledes i øjeblikket globalt af shihan Kenji Midori. 
- Formand: Kenji Midori
- Næstformand: Isao Kobayashi
- Næstformand: Kazuo Miyoshi
- Bestyrelsesmedlem: Yasuharu Fujiwara
- Bestyrelsesmedlem: Masasuke Kimoto
- Bestyrelsesmedlem: Noriomi Tsukamoto
- Bestyrelsesmedlem: Shinichi Tonodate
- Generalsekretær: Taizo Koi

### Danmark
I Danmark har Shinkyokushin-organisationen sin største dojo i Roskilde, hvor den ledes af shihan Jesper Trier (6. dan) i samarbejde med shihan Jan Bülow (7. dan), som er den højest graduerede i landet. Shihan Jan Bülow fungerer også som landsrepræsentant for Dansk Karate Union Shinkyokushinkai Danmark.